# Zieken
Het Zieken is een kade in de Stationsbuurt van Den Haag. De kade loopt langs het Zieke. De kade aan de overzijde heet Pletterijkade.

## Historisch
Tot de middeleeuwen bestond de Zusterpolder uit drassig veen. Door het graven van sloten en kanalen werd het bewoonbaar. In het zuidoostelijke deel ligt nu de Stationsbuurt. De buurt wordt begrensd door de Hoefkade (Hoefwetering) en het Zieken.
Het Zieke (vroeger Syecken) is de oudste open gracht van Den Haag, samen met het kleine stukje van de Hofsingel die nog te zien is tussen het torentje van de Minister-President en het Mauritshuis. Beide dateren uit de 14de eeuw.
Het Zieke loopt tussen het Spui, dat begin 20ste eeuw gedempt werd, en de Haagse Trekvliet bij het Rijswijkseplein. De aanliggende kades heten Het Zieken en de Pletterijkade. Bij het Spui splitst het Zieke zich in de Zuid Singelsgracht (waarlangs de Bierkade en Groene Wegje) en de Zuid Oost Singelsgracht (waarlangs de Uilebomen).

### Leprozen
De naam van het Zieken verwijst naar het oude Leprozenhuis dat sinds de 15de eeuw bij het huidige Rijswijkseplein stond, midden in de weilanden buiten de stad. Het leprozenhuis en hun tuin waren ommuurd, de bewoners mochten alleen op de kade wandelen, langs Het Zieke. Omdat er geen verkeer was, breidde hun wandelgebied zich uit richting Wagenstraat.
In 1592 werd het Zieken voor verkeer opengesteld en vanaf toen kwamen er schepen op Het Zieke. Het leprozenhuis werd in de 17de eeuw gesloten omdat de ziekte verdwenen was, en werd een Proveniershuis. In 1826 werd het afgebroken. In de tuin werd 'Het Wachtje' gebouwd waar de stedelijke accijnzen betaald moesten worden.
Aan het Zieken bij het Groene Wegje kwam een stadsherberg. Er was per trekschuit verbinding met Delft.

## Renovatie

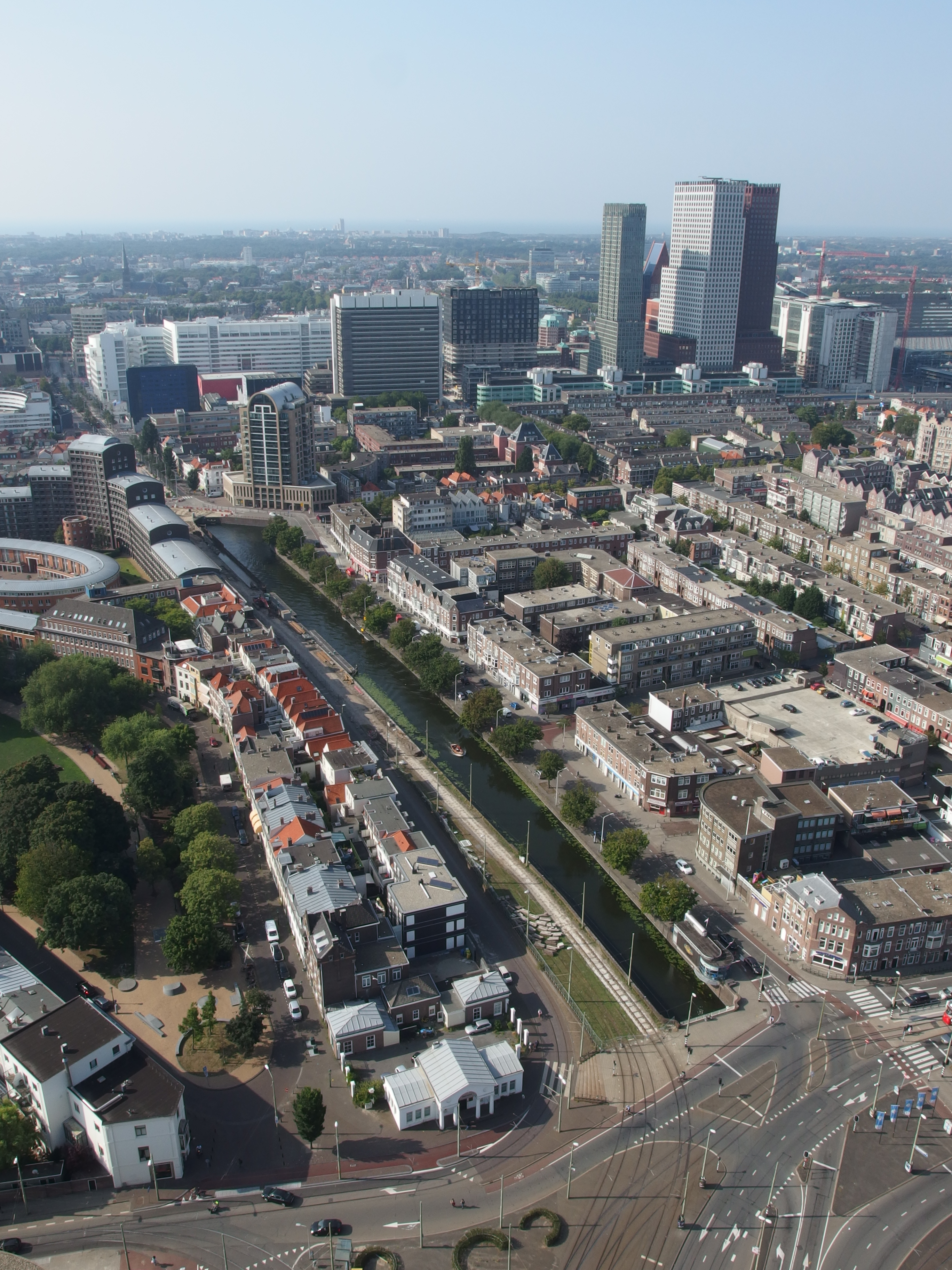
Het Zieken gezien vanuit de lucht in 2015

Er is veel geld gestoken in het renoveren van het Zieken, maar met succes. In tien jaren is de buurt, die klaarlag voor de slopershamer, opgeknapt en aantrekkelijk geworden.

### Nieuwe Stadprijs
Het Zieken won in 1999 de Nieuwe Stad Prijs. Er was toen net een begin gemaakt aan het opknappen van de panden langs Het Zieke.

### Haven
Op 22 mei 2010 kreeg het Zieken een historische haven die via de Spuibrug bereikt kan worden. Stichting De Ooievaart, die de passantenhaven aan de Bierkade beheert, beheert een deel van de historische haven.
Het startsein voor de aanleg was op 22 februari gegeven door wethouder Rabin Baldewsingh (Leefbaarheid) en raadslid Willem Minderhout (PvdA), die hiertoe het voorstel heeft ingediend in het initiatiefvoorstel "Het Spuigat Uit". Er is een 150 meter lange drijvende steiger gekomen. Historische schepen kunnen daar voor anker gaan en zo het historische karakter van de gevels meer tot zijn recht laten komen.
Sinds 1 juli 2012 is de steiger aan het Zieken door de gemeente Den Haag ook opengesteld voor de Samenwerkende Rondvaartorganisaties van Den Haag (De Willemsvaart, Salonboot Rondvaart Den Haag, Oranjeboot Den Haag, de Scheveningenvaart en De Haagse Vloot).